# Leo Mylläri
Leo Olof Mylläri, född 7 april 1955, är förbundskapten för svenska brottningslandslaget samt verkställande direktör på Racketstadion i Västerås. Han är far till hockeyspelarna Anton Mylläri och Jakob Mylläri.